# Pielgrzymka (województwo lubelskie)
Pielgrzymka – wieś w Polsce położona w województwie lubelskim, w powiecie opolskim, w gminie Józefów nad Wisłą.
W latach 1975–1998 miejscowość administracyjnie należała do ówczesnego województwa lubelskiego.
Wieś jest sołectwem w gminie Józefów nad Wisłą. Według Narodowego Spisu Powszechnego z roku 2011 wieś liczyła 42 mieszkańców.
Pielgrzymka należy do parafii św. Anny w Prawnie. 